# 선강
선강(宣姜)은 중국 춘추시대 제나라 희공의 셋째 딸이자, 문강, 애강, 제 양공의 여동생이자, 제 환공의 누나였다. 성은 강(姜)이다.
위나라 선공의 첩이자, 소백의 정비이다. 위 혜공, 위 대공, 위 문공의 어머니이다.
위 대공과 위 문공은 위 소백의 아들들로, 위 혜공의 아들 위 희공의 사촌동생이자, 숙부가 되는 기묘한 관계이기도 하다.

## 기타
위 소백과의 사이에서 둔 둘째 딸 허목공부인은 열녀로 절개의 상징 중의 한 사람으로 여겨진다. 이는 그의 모후 선강공주와는 대조적이다.

## 같이 보기
- 위 선공
- 위 혜공
- 위 희공
- 위 대공
- 위 문공
- 문강
- 애강
- 이강
- 허목공부인
- 송환공부인